# (7767) Tomatic
(7767) Tomatic (1991 RB5) – planetoida z pasa głównego asteroid okrążająca Słońce w ciągu 3,66 lat w średniej odległości 2,37 j.a. Odkryta 13 września 1991 roku.